# Maljaz Asatiani
Maljaz Asatiani (Kutaisi, Georgia, 4 de agosto de 1981) es un futbolista georgiano. Juega de defensa y su actual equipo es el FC Lokomotiv Moscú de la Liga Premier de Rusia.

## Selección nacional
Ha sido internacional con la Selección de fútbol de Georgia, ha jugado 32 partidos internacionales y ha anotado 4 goles.

## Clubes
| Club               | País    | Año       |
| ------------------ | ------- | --------- |
| FC Torpedo Kutaisi | Georgia | 1999-2003 |
| Lokomotiv de Moscú | Rusia   | 2003-2008 |
| Dinamo de Kiev     | Ucrania | 2008-2009 |
| Lokomotiv de Moscú | Rusia   | 2009-     |